# شیکو (چین)
شیکو (به لاتین: Xikou) یک شهرک در جمهوری خلق چین است که در Fenghua District واقع شده‌است. شیکو ۳۷۹٫۶ کیلومتر مربع مساحت و ۸۴٬۰۰۰ نفر جمعیت دارد.